# Jan Tomaś
Jan Tomaś, również Jan Tomuś (ur. 16 maja 1822 w Chłopy, zm. ?) – polski chłop, poseł na Sejm Krajowy Galicji i do austriackiej Rady Państwa.
Ukończył szkołę powszechną i 4 klasy gimnazjum. Odbył służbę wojskową w galicyjskim 30 pułku piechoty stacjonującym w Stanisławowie. Był właścicielem gospodarstwa we wsi Chłopy w powiecie rudzkim. Pełnił funkcję wójta gminy Chłopy.
Poseł do Sejmu Krajowego Galicji II kadencji (1867–1869), wybrany w IV kurii obwodu Sambor, z okręgu wyborczego nr 22 Rudki-Komarno.
Poseł do austriackiej Rady Państwa II kadencji (od 2 marca 1867 do 31 marca 1870), delegat z grona posłów wiejskich okręgów: Lwów, Gródek, Sambor, Turka, Drohobycz, Rudki i Łąka. Członek Koła Polskiego (od 21 kwietnia 1867 do 20 czerwca 1868) – na 77 posiedzeń był obecny na 26.